# Friedhelm Schmitz-Jersch
Friedhelm Schmitz-Jersch (* 24. März 1947 in Dortmund) ist ein deutscher Jurist und Staatssekretär.
Friedhelm Schmitz-Jersch stammt aus dem Ruhrgebiet und studierte Jura. Nach dem Studium war er zunächst Mitarbeiter der SPD-Fraktion im Landtag von Nordrhein-Westfalen. Nach der Wende in der DDR kam er als Geschäftsführer der SPD-Landtagsfraktion nach Brandenburg. Später wechselte er in die dortige Landesverwaltung und war zuletzt bis 2004 Staatssekretär für Umwelt und Raumordnung.
Im Ruhestand engagiert er sich in verschiedenen Vereinen, z. B. der Deutschen Verkehrswacht und dem Naturschutzbund Deutschland. Für seine Partei hat er ein Mandat im Ortsbeirat Geltow der Gemeinde Schwielowsee inne.